# Louis-Nicolas de Lespinasse
Pour les articles homonymes, voir Lespinasse.
Louis-Nicolas de Lespinasse (ou de L'Espinasse), dit Chevalier de Lespinasse, né le 12 octobre 1734 à Pouilly-sur-Loire, et mort le 17 novembre 1808 à Paris, est un illustrateur et politicien français. 

## Biographie
Fils de maître François-Edme de Lespinasse des Pivotins, avocat au parlement, bailli de Pouilly, et de Marie Fouineau, Louis-Nicolas de Lespinasse suit la carrière militaire et appartient à l'arme du génie. Il est officier d'artillerie spécialisé dans le levé des cartes. Il est professeur de « tactique de la topographie militaire » à l'École militaire, à Paris, jusqu'en 1776 et chevalier de l'ordre de Saint-Louis.  
Agréé et reçu académicien en 1787, il s'est fait une renommée comme peintre, dessinateur, architecte et graveur. Il signe « Chevalier de Lespinasse ». Il contribue comme illustrateur au Voyage pittoresque de la France (Laborde, 1781-1796), l'Histoire de la Russie Nouvelle (Nicolas-Gabriel Clerc, 1783), le Tableau Général sur l'Empire Ottoman (Mouradian d'Ohsson, 1787-1790). Il participe aux Salons entre 1787 et 1801. Il a travaillé avec le graveur François Denis Née (1732-1817).
Des œuvres du chevalier de Lespinasse se trouvent au musée Carnavalet, à la Bibliothèque nationale de France à Paris et au château de Versailles.  
Sous le Premier Empire, il devient maire de Varennes-lès-Nevers (l'actuel Varennes-Vauzelles) et député de la Nièvre au Corps législatif du Premier Empire où il siège du 30 novembre 1803 jusqu'à sa mort le 17 novembre 1808. 
Louis-Nicolas est le frère du général Augustin de l'Espinasse.

## Publications
- Traité du lavis des plans, appliqué principalement aux reconnaissances militaires: Ouvrage fondé sur les principes de l'art qui a pour objet l'imitation la nature, et où l'on enseigne à rendre, avec toute l'exactitude possible, sur de grandes échelles un terrain quelconque. Enrichi de 9 planches gravées en taille-douce, Magimel, 1801 Lire en ligne.
- Traité de perspective linéaire à l'usage des artistes contenant la pratique de cette science, d'après les meilleurs auteurs; les méthodes les plus simples, pour mettre toutes sortes d'objets en perspective, leurs réflexions dans l'eau, et leurs ombres, tant au soleil qu'au flambeau, Magimel 1801 Lire en ligne
- De la perspective des batailles, Magimel 1809.

## Galerie

Œuvres de Louis-Nicolas de Lespinasse
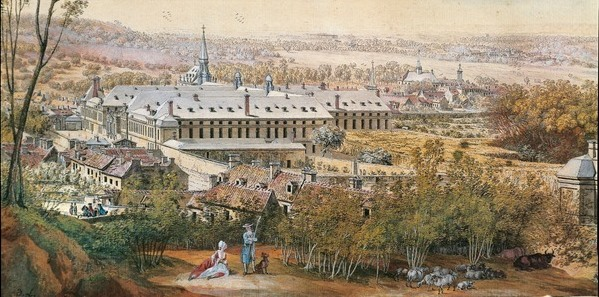
La Maison Royale de Saint-Louis à Saint-Cyr (institution religieuse).
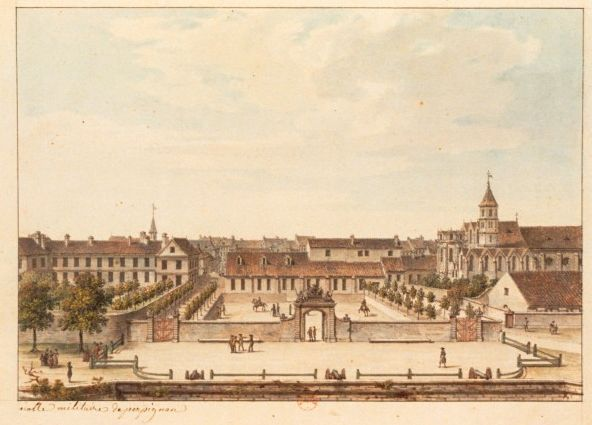
L'école militaire de Perpignan.
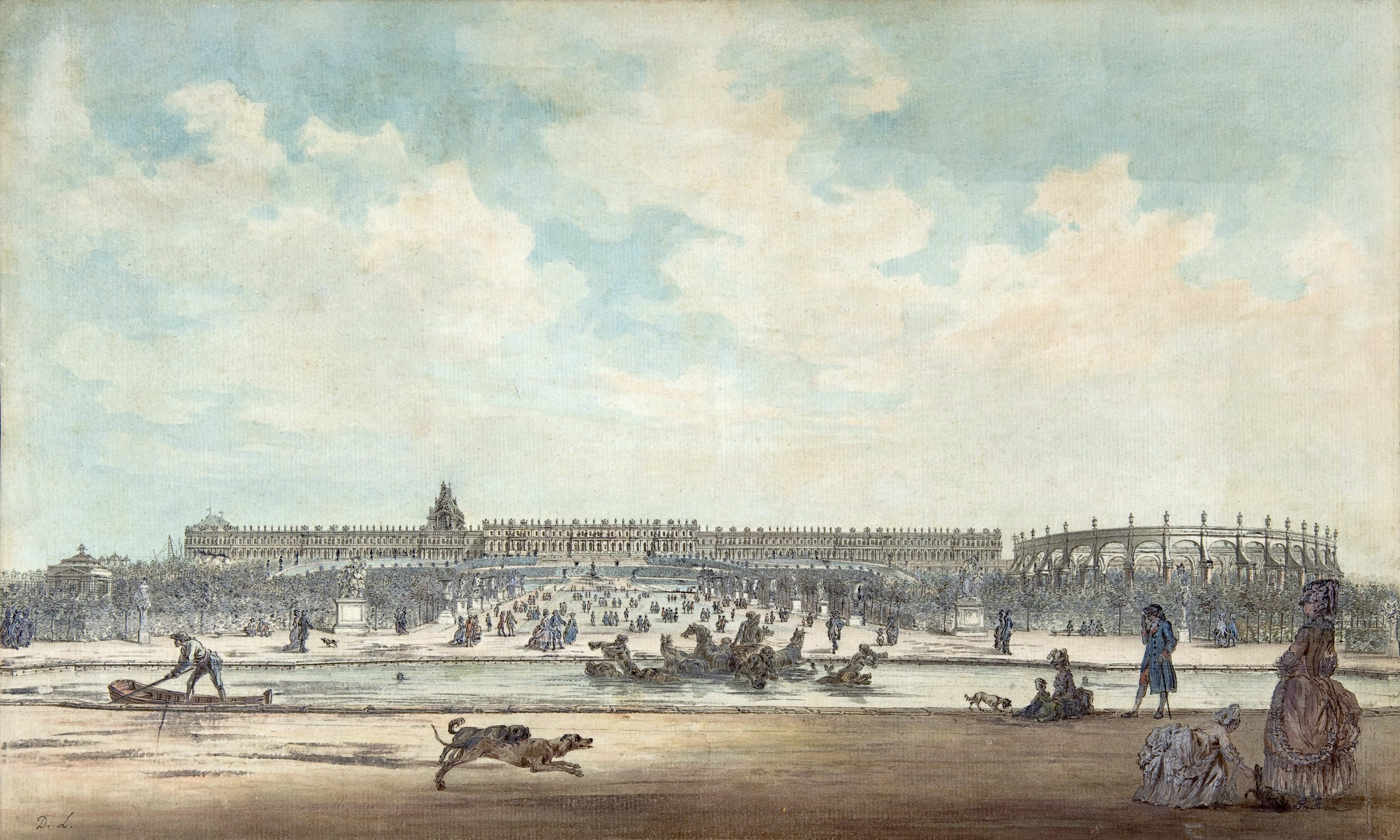
Le château de Versailles vu des jardins.
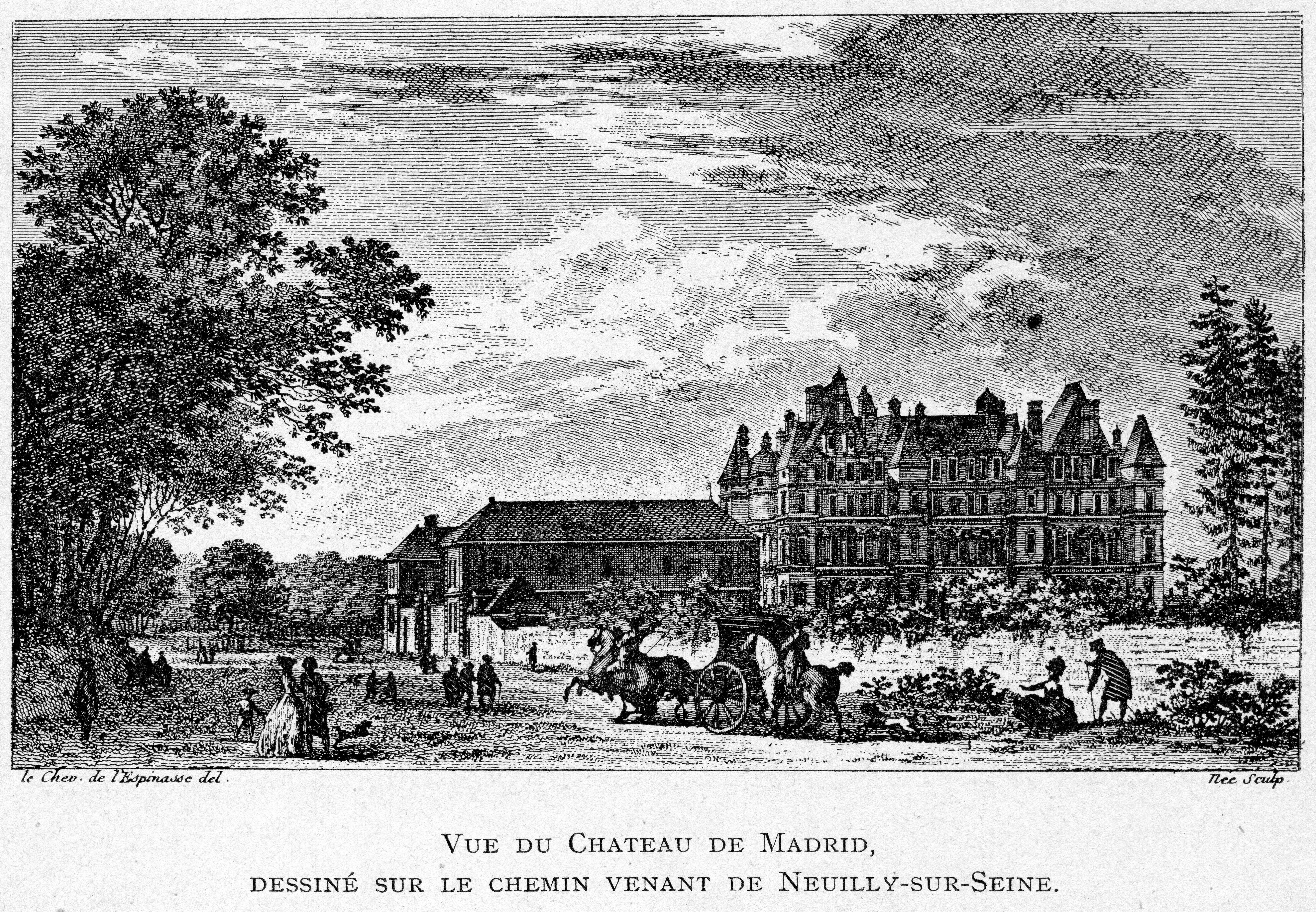
Vue du château de Madrid, dessiné sur le chemin venant de Neuilly-sur-Seine, gravure de François Denis Née d'après Lespinasse.
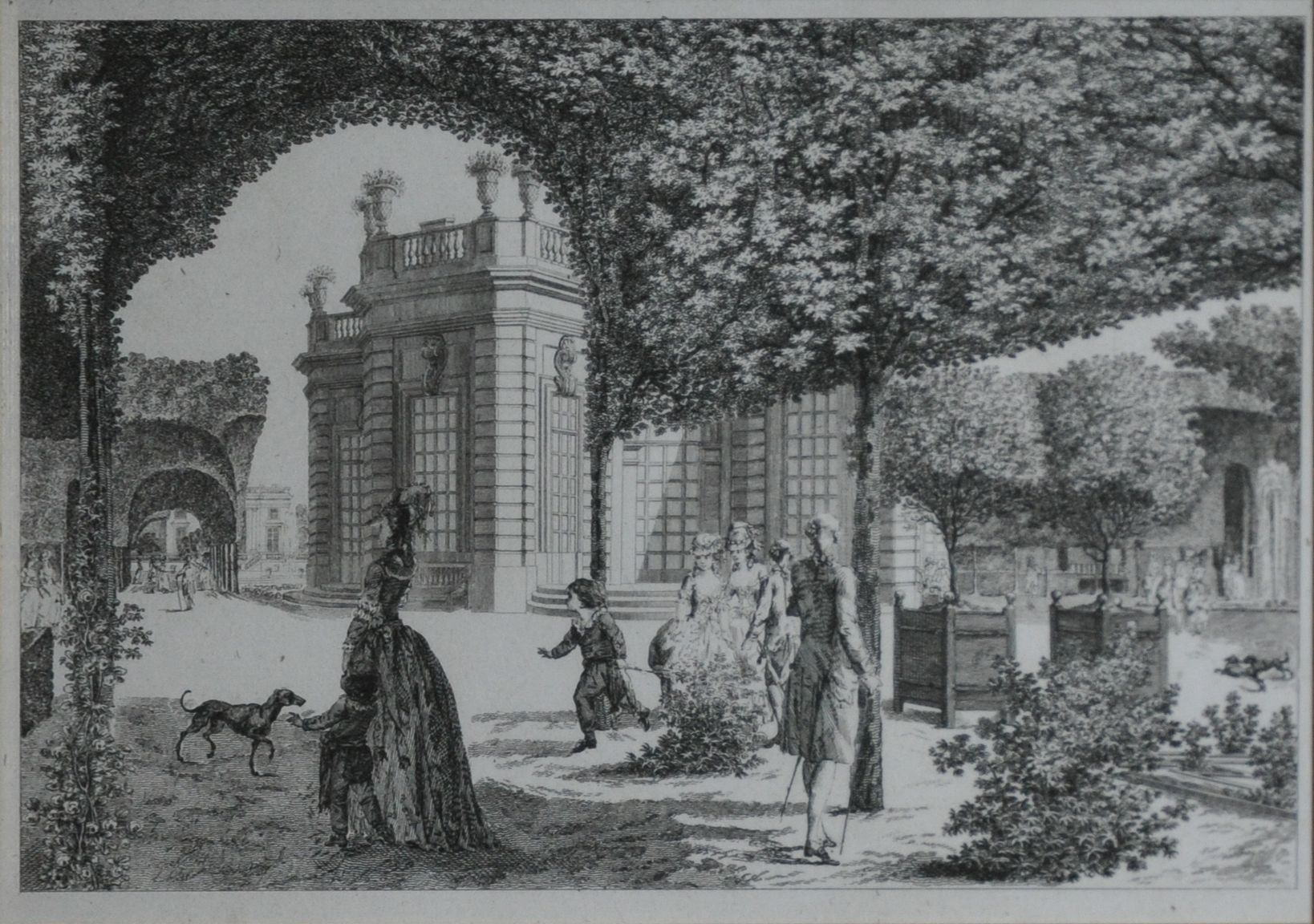
Le Pavillon français - Marie-Antoinette et son second fils, gravure de François Denis Née d'après Lespinasse.